# Między kasą a zapleczem
Między kasą a zapleczem (Trollied, 2011-) – brytyjski serial telewizyjny nadawany przez stację Sky1 od 4 sierpnia 2011 roku. W Polsce nadawany jest na kanale Fox Polska od 3 września 2012 roku. 

## Opis fabuły
Serial przedstawia losy pracowników fikcyjnego supermarketu "Valco" w Warrington, Cheshire. Julie (Jane Horrocks) jest zastępcą kierownika, pracuje razem z Gavinem (Jason Watkins), store managerem, których łączy coś więcej niż przyjacielskie stosunki w pracy. Andy (Mark Addy) i Kieran (Nick Blood) pracują na dziale z mięsem. Katie (Chanel Cresswell) stoi na kasie i flirtuje z Kieranem. Margaret (Rita May), najstarsza ze wszystkich stara się wkomponować w zespół. Luzacki i lekkomyślny Leighton (Joel Fry) razem z kolegą Colinem (Carl Rice), który jest jego przeciwieństwem wykłada produkty na półkach. Klientów obsługują Linda (Faye McKeever) i Sue (Lorraine Cheshire).

## Obsada
| Charakter | Posada                           | Aktor/ka          | Lata       |
| --------- | -------------------------------- | ----------------- | ---------- |
| Julie     | Zastępca kierownika              | Jane Horrocks     | 2011-nadal |
| Andy      | Kierownik działu mięsnego        | Mark Addy         | 2011-nadal |
| Lorraine  | Store Manager                    | Stephanie Beacham | 2012-nadal |
| Gavin     | Area Manager                     | Jason Watkins     | 2011-nadal |
| Kieran    | Pracownik działu mięsnego        | Nick Blood        | 2011-nadal |
| Katie     | Kasjerka                         | Chanel Cresswell  | 2011-nadal |
| Margaret  | Pracownik działu delikatesów     | Rita May          | 2011-nadal |
| Colin     | Ekspedient                       | Carl Rice         | 2011-nadal |
| Sue       | Pracownik działu obsługi klienta | Lorraine Cheshire | 2011-nadal |
| Linda     | Pracownik działu obsługi klienta | Faye McKeever     | 2011-nadal |
| Leighton  | Ekspedient                       | Joel Fry          | 2011-nadal |
| Lisa      | Kasjerka                         | Beverly Rudd      | 2011-nadal |
| Sharon    | Kierownik piekarni               | Jo Enright        | 2012-nadal |
| Neville   | Ekspedient                       | Dominic Coleman   | 2012-nadal |
| Ian       | Ochroniarz                       | Victor McGuire    | 2012-nadal |
| Andrew    | Kasjer                           | Rory Nolan        | 2012-nadal |